# Robert Plath
Robert Plath (* 1959) ist ein deutscher Indogermanist und Hochschullehrer an der Friedrich-Alexander-Universität Erlangen-Nürnberg.

## Leben
Die Promotion erfolgte 1991 über eine sprachliche Untersuchung mykenischer Texte und des homerischen Epos. Robert Plath, Lehrstuhl für Lateinische Philologie des Mittelalters und der Neuzeit, übernahm für das Wintersemester 2014/15 übergangsweise die Leitung der Professur für Vergleichende Indogermanische Sprachwissenschaft an der Friedrich-Alexander-Universität Erlangen-Nürnberg, wo er als wissenschaftlicher Mitarbeiter wirkt. Seine Forschungsschwerpunkte sind die indogermanische Sprachwissenschaft (Schwerpunkte: Griechisch, Latein, Indoiranisch, anatolische Sprachen).

## Schriften (Auswahl)
- als Herausgeber mit Sonja Glauch und Sabine Ziegler: Karl Hoffmann. Aufsätze zur Indoiranistik. Band 3. Reichert, Wiesbaden 1992, ISBN 3-88226-532-9.
- Der Streitwagen und seine Teile im frühen Griechischen. Sprachliche Untersuchungen zu den mykenischen Texten und zum homerischen Epos (= Erlanger Beiträge zur Sprache, Literatur und Kunst. Band 76). Carl, Nürnberg 1994, ISBN 3-418-00076-2 (zugleich Dissertation, Erlangen-Nürnberg 1991).
- als Herausgeber mit Jürgen Habisreitinger und Sabine Ziegler: Gering und doch von Herzen. 25 indogermanistische Beiträge. Bernhard Forssman zum 65. Geburtstag. Reichert, Wiesbaden 1999, ISBN 3-89500-126-0.
- als Herausgeber mit Bernhard Forssman: Indoarisch, Iranisch und die Indogermanistik. Arbeitstagung der Indogermanischen Gesellschaft vom 2. bis 5. Oktober 1997 in Erlangen. Reichert, Wiesbaden 2000, ISBN 3-89500-170-8.
- Homers Ilias. Zweiundzwanzigster Gesang (X). Band VII; Faszikel 2: Kommentar (= Sammlung wissenschaftlicher Commentare). De Gruyter, Berlin 2013, ISBN 978-3-11-020618-0.